# Menden (Sankt Augustin)
Menden ist ein Stadtbezirk der Stadt Sankt Augustin im nordrhein-westfälischen Rhein-Sieg-Kreis. Bis 1969 gehörte es als Gemeinde Menden (Rheinland) zum Amt Menden. Ortsvorsteherin des Bezirks ist seit 2020 Gudrun Burk.

## Entwicklung

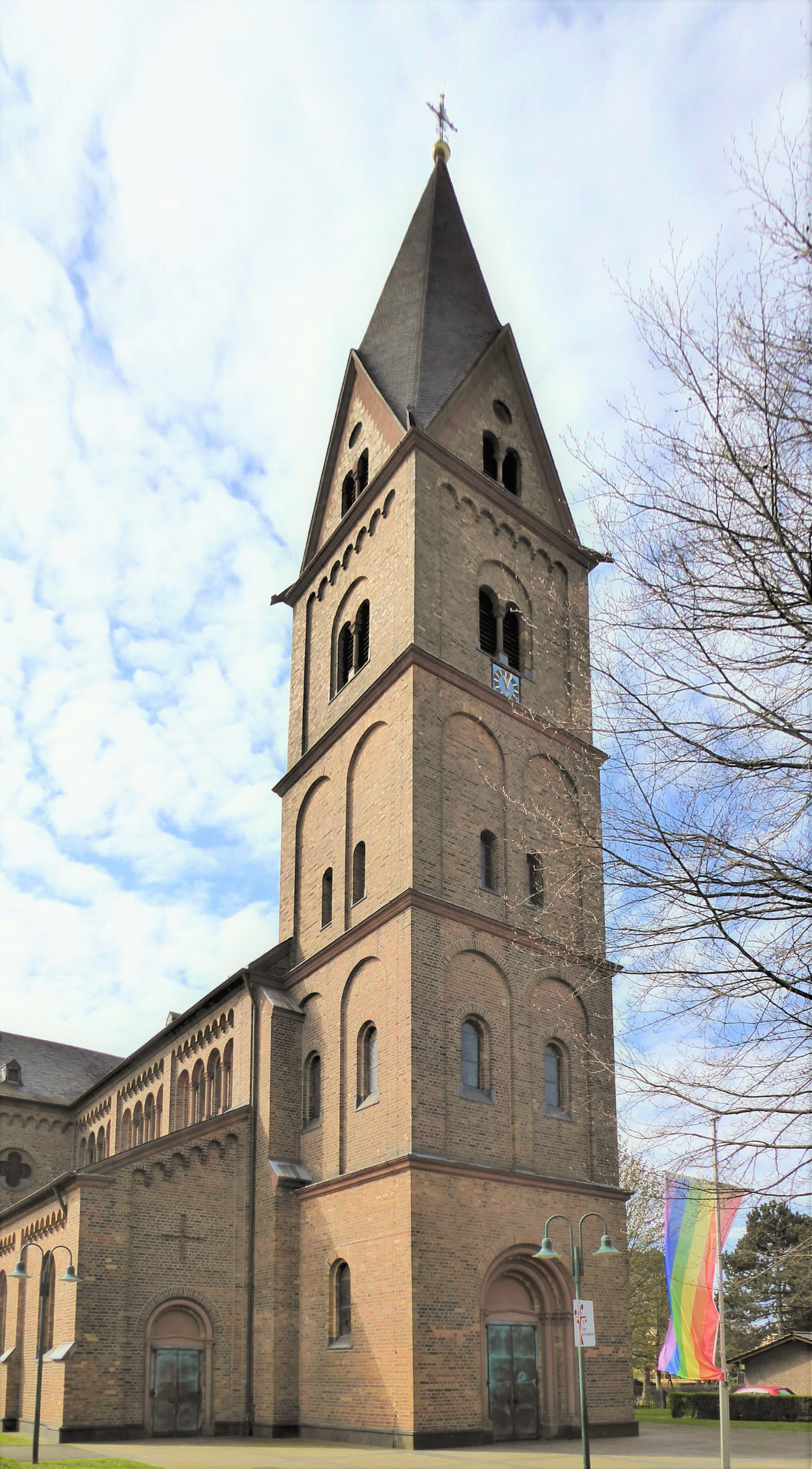
Katholische Kirche (Altstadt)

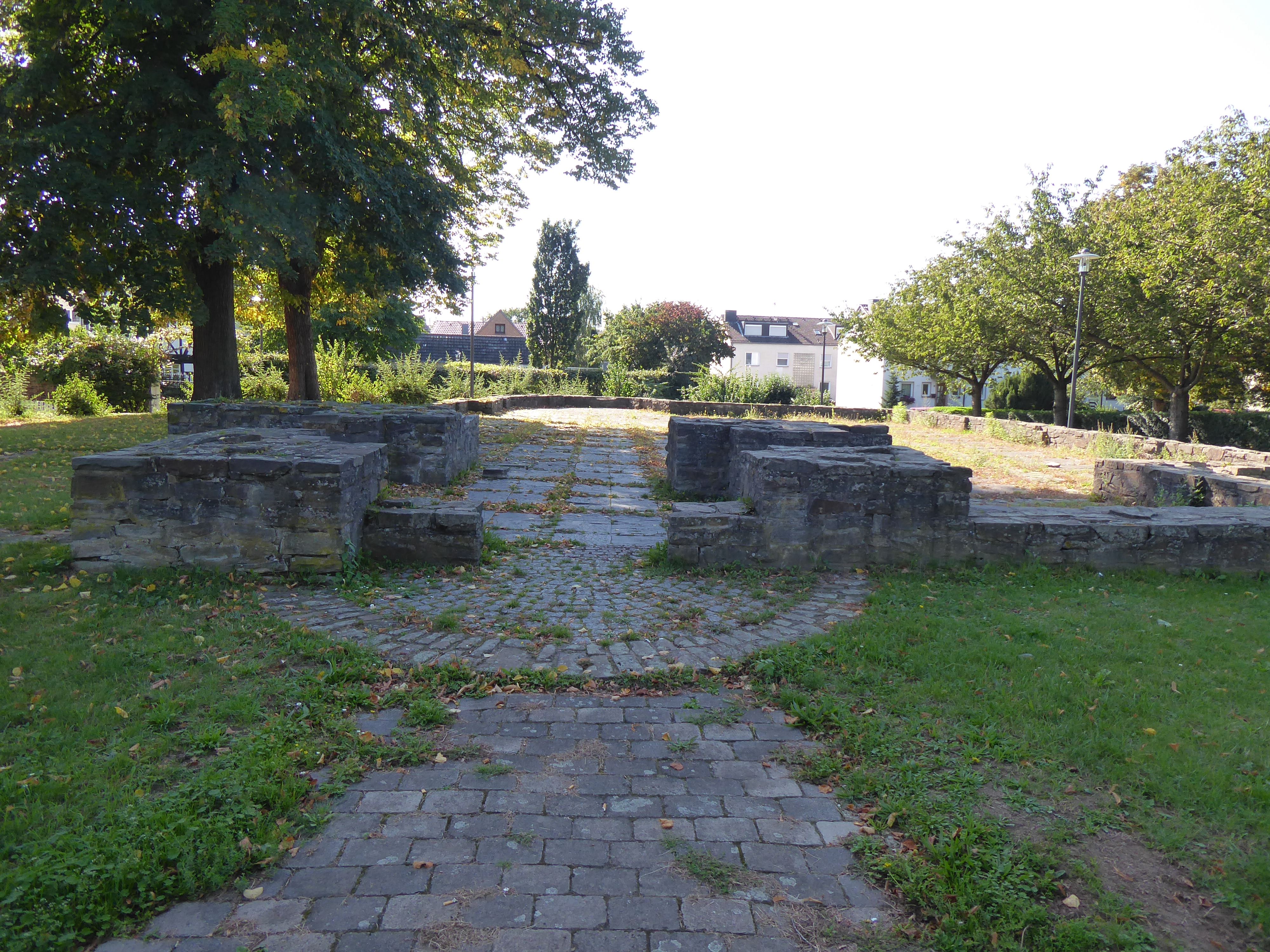
Die nachträglich aufgemauerten Grundmauern der abgerissenen alten Kirche

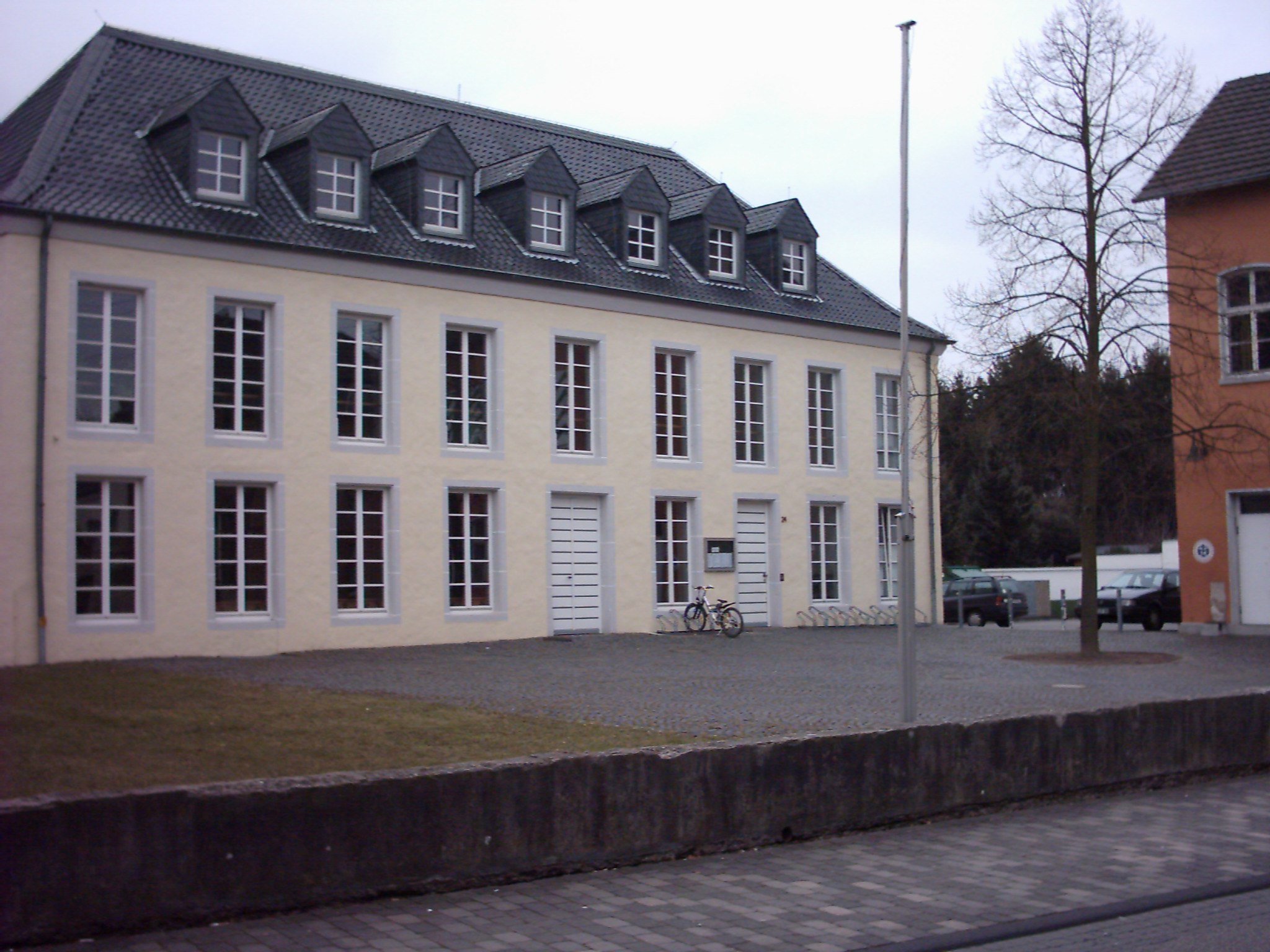
Niedermendener Burg (Wiederaufbau Ende 19. Jahrhundert)

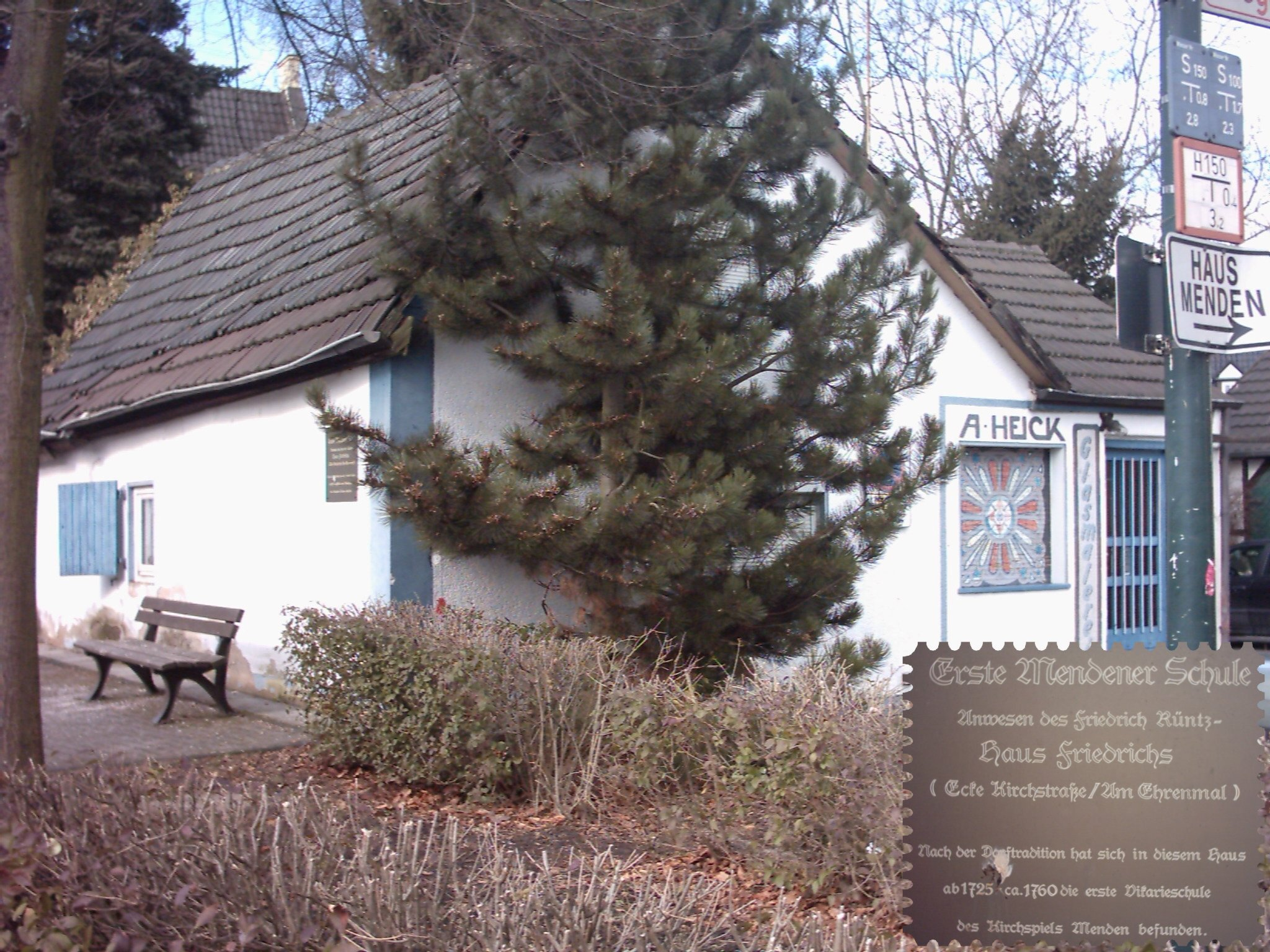
Erste Schule Mendens (Altstadt, von 1725)

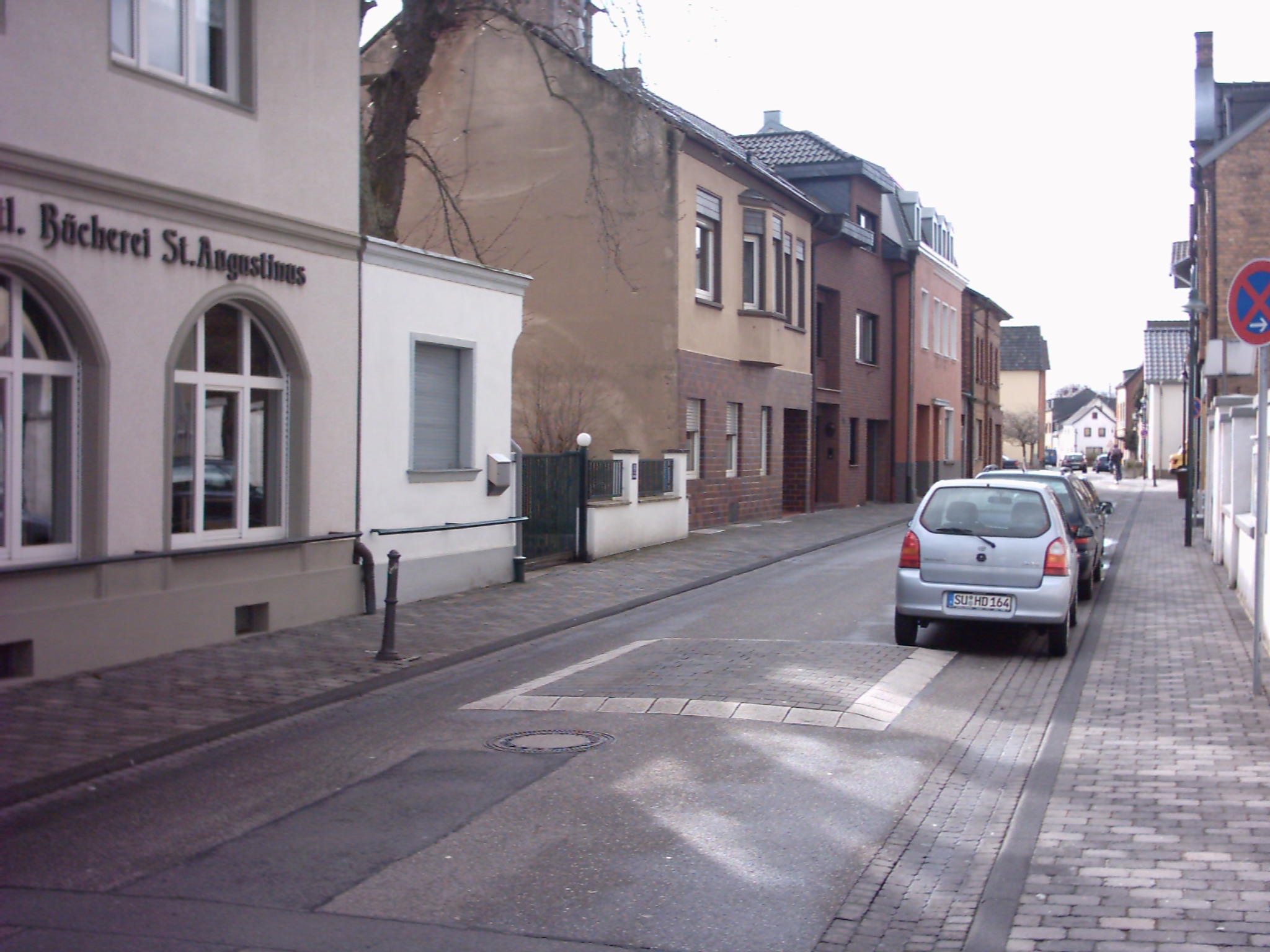
Altstadt

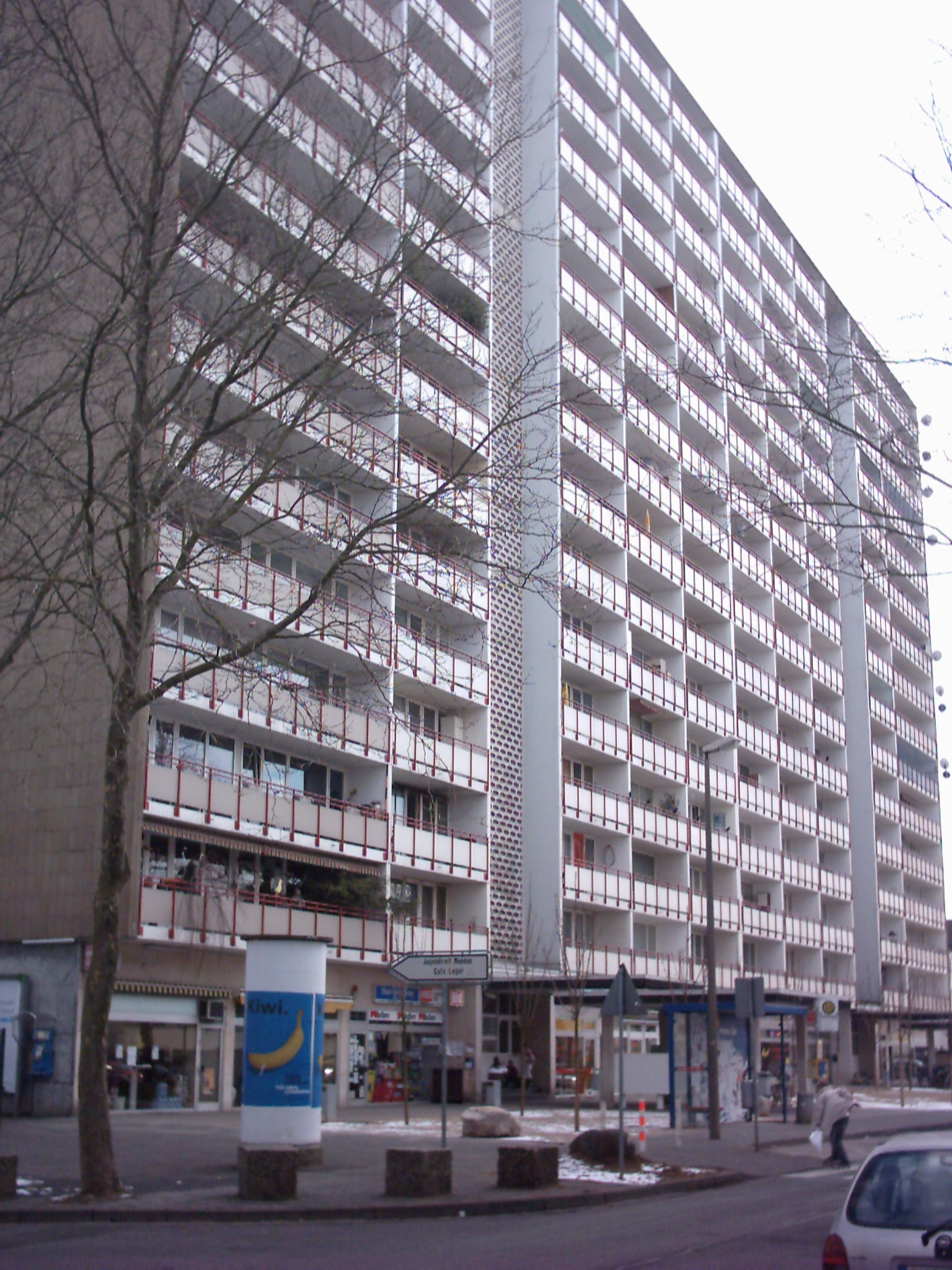
Sog. Kaiserbau an der Mittelstraße (2006)

### Geschichte
Ständige, bis heute nicht mehr unterbrochene Besiedlung kann für Menden seit der fränkischen Zeit angenommen werden. Der Siedlungsvorstoß kam vom Rhein, nicht etwa aus dem unbesiedelten und wüsten Bergland im Osten oder Süden.
In der Siegburger Bucht und am Rande des Berglandes gab es eine Anzahl von Burgen, so auch die Burg Menden, von der aus die Sieg kontrolliert werden konnte.
Erst im 11. Jahrhundert lässt sich die Geschichte Mendens an folgender Situation nachzeichnen: Land und Leute in der Siegburger Bucht gehörten der Kirche und dem Adel. Unter diesem ragt das Haus des Rheinischen Pfalzgrafen hervor. Sicher gehörte der heutige Michaelsberg und das angrenzende Gebiet dazu. Die Alte Kirche von Menden war ebenfalls in der Hand des Pfalzgrafen. Sie wurde Mitte des 12. Jahrhunderts erbaut, eine sogenannte einschiffige Saalkirche mit viergeschossigem Chorturm, in dem sich unten der Chor befand. Nach mehreren Erweiterungen und Anbauten wird die Kirche 1896 wegen Baufälligkeit abgerissen. Die neue katholische Pfarrkirche St. Augustinus wurde zwischen 1890 und 1892 erbaut.
Es bestanden aber auch Vermutungen über eine frühere Baugeschichte der Kirche, die durch Ausgrabungen in den Jahren 1986/87 bestätigt wurde: Durch Verfärbungen in der Erde wird ein Vorgängerbau, eine Holzkirche gefunden. Aufgrund der chemischen Untersuchung des ältesten Grabfundes, eines Skelettes, ist bewiesen, dass Menden bereits im 8. Jahrhundert, in der hiesigen Zeit der Christianisierung, eine Holzkirche besaß. Die Grundmauern der „alten Mendener Kirche“ sind aufgemauert worden. Anhand der Grundrisse kann man die verschiedenen Bauabschnitte nachvollziehen. Alte Grabkreuze, größtenteils aus dem 18. Jahrhundert, des Friedhofs, der an der alten Kirche lag, befinden sich auch heute noch in der Nähe der Anlage.
Menden bestand aus Nieder- und Obermenden, wahrscheinlich zwei Villikationsbezirke in verschiedenen Händen, die sich zu zwei Dörfern entwickelten. 1935 wurden sie zur Gemeinde Menden (Rheinland) zusammengefasst.
Die Einwohner lebten, wie viele Landbewohner im Mittelalter, als unfreie Arbeiter und Handwerker an den Herrenhöfen. Dies blieb bis ins 19. Jahrhundert so. Erst die Industrialisierung im Siegburg-Troisdorfer Raum veränderte das Leben des Dorfes grundlegend.
Bei der kommunalen Neugliederung des Raumes Bonn (Bonn-Gesetz) wurde die Gemeinde Menden (Rheinland) mit allen Gemeinden des Amtes Menden außer Holzlar am 1. August 1969 zur Gemeinde Sankt Augustin zusammengefasst. Friedrich-Wilhelms-Hütte, das bis dahin zur Gemeinde Menden gehörte, wurde dabei an Troisdorf abgetreten.

### Zeitlinie
| 50.000 v. Chr.     | Aus dieser Zeit stammen die ältesten Grab- und Scherbenfunde, die in Menden gefunden wurden. Diese gehörten nomadisierenden Verwandten des Neandertalers. |
| 600 v. Chr.        | Ungefähr zu diesem Zeitpunkt wurde Menden, damals als „Menedon“ gegründet und ist somit mit Niederpleis die älteste Siedlung von Sankt Augustin. |
| 50 v. Chr.         | Die Römer gründeten das Lager „Castra Bonnensia“ auf dem heutigen Gebiet von Bonn. Anschließend herrschten sie über 400 Jahre lang über Bonn und die gesamte Region darum. |
| 400                | Die römischen Legionen zogen sich aus dem Gebiet um Bonn zurück. Anschließend besiedelten germanische und fränkische Volksstämme den Siegburger Raum. |
| 700                | Um diesen Zeitpunkt herum hatte Menden bereits eine kleine Holzkirche (nach Ausgrabungen von 1986 zu beurteilen). |
| 1070               | Die erste urkundliche Erwähnung von Menden: Anno II. übertrug der Abtei Siegburg die Rechte und den Besitz von „Menedon“. |
| 1100               | Bau der Niedermendener Burg. Diese war der Sitz des Rittergeschlechts von Menden. Das in silber und blau gestaltete Familienwappen ist noch heute in dem Stadtwappen von Sankt Augustin enthalten. Ebenfalls im 12. Jahrhundert wurde die alte Mendener Kirche erbaut.                                                 |
| 1388               | Heinrich von Menden verkauft dem Johann von Landsberg sein Haus zu Menden auf der Sieg mit seinem Zubehör (Ackerland, Wasser, Wiesen und Weiden) binnen dem Kirchspiel Menden gelegen, nämlich 7 Morgen Land und eine Hofstatt; sodann 14 Holzgewälde gelegen binnen dem Kirchspiel von Lomar für 2.000 rhein. Gulden. |
| 1400               | Ab diesem Zeitpunkt gehörte der gesamte heutige rechtsrheinische Teil des Rhein-Sieg-Kreises zum Herzogtum Berg. |
| 1725               | Eröffnung der ersten Schule in Menden. |
| 15. März 1806      | Im Rahmen der napoleonischen Kriege wurde das gesamte Großherzogtum Berg an Frankreich abgetreten. |
| 1813               | Die Franzosen zogen sich aus dem Gebiet zurück und überließen ihren Verbündeten die Verwaltung. Diese richteten eine provisorische Regierung ein. |
| 1815               | Im Rahmen des Wiener Kongresses wurde das heutige Stadtgebiet von Sankt Augustin Preußen zugesprochen. Das Gebiet gehörte zum Kreis Siegburg in der Provinz „Jülich-Kleve-Berg“. |
| 1820               | Die Niedermendener Burg wurde von den Franzosen zerstört, jedoch noch im selben Jahrhundert wieder komplett aufgebaut. |
| 1854               | Der Beginn der Bauarbeiten der rechtsrheinischen Eisenbahnstrecke. |
| 1871               | Das letzte Teilstück der Rechten Rheinstrecke von Bonn-Oberkassel nach Troisdorf über Menden und Friedrich-Wilhelms-Hütte wurde eröffnet, jedoch ohne einen Haltepunkt im heutigen Menden. Die Mendener mussten zunächst über eine schmale Brücke bis nach Friedrich-Wilhelms-Hütte gehen.                             |
| 1890               | Die noch heute stehende katholische St.-Augustinus-Kirche wird erbaut. |
| 1896               | Die alte Mendener Kirche wird nach zahlreichen Erweiterungen wegen starker Baufälligkeit abgerissen. |
| 1912               | Eröffnung des Bahnhofs Menden (Bezirk Köln) an der Rechten Rheinstrecke. Aufgrund der Nähe zu Meindorf wurde auch der Name Menden-Meindorf diskutiert. |
| 1926               | Die Bürgermeisterei Menden wurde zum Amt Menden (mit denselben Gebietsteilen) |
| 10. November 19290 | Die noch heute stehende Melanbogenbrücke zwischen Sankt Augustin-Menden und Troisdorf-Friedrich-Wilhelms-Hütte über die Sieg wird eingeweiht. Zuvor war diese während der Bauarbeiten am 8. Dezember 1928 eingestürzt. Dabei kam ein Bauarbeiter ums Leben.                                                            |
| 15. Juni 1935      | Zusammenlegung der Gemeinden Niedermenden und Obermenden zur Gemeinde Menden (Rheinland). |
| 1934–1936          | Am Widerstand des preußischen Innenministers gescheiterter Versuch der Zusammenlegung aller Gemeinden des Amtes Menden. |
| 1940               | In den 40er Jahren wurde das Familienunternehmen Kuhne gegründet, welches weltweit für ihre Maschinenbauten bekannt sind. Firmensitz ist Menden. |
| 1958               | Auch der zweite Versuch, alle Gemeinden des Amtes Menden zusammenzulegen, ist gescheitert. |
| 1969               | Entstehung der Großgemeinde Sankt Augustin |
| 1977               | Die Großgemeinde Sankt Augustin bekommt die Stadtrechte verliehen. |

### Einwohnerentwicklung von 1829 bis heute
Die Teile von Nieder- und Obermenden links der Sieg entsprechen dem heutigen Gebiet von Menden. Die Teile rechts der Sieg (Friedrich-Wilhelms-Hütte) wurden 1969 an Troisdorf abgegeben.
Zum Vergleich ist in der rechten Spalte die Einwohnerzahl des gesamten Gebietes der heutigen Stadt Sankt Augustin.
| Jahr | Obermenden | Niedermenden | Menden (O- & N-Menden) | Amt Menden (bis 1969) Sankt Augustin (ab 1969) |
| ---- | ---------- | ------------ | ---------------------- | ---------------------------------------------- |
| 1829 | 496        | 260          | 746                    | 2.767                                          |
| 1831 | 502        | 288          | 790                    | 2.799                                          |
| 1835 | 569        | 339          | 908                    | 3.126                                          |
| 1837 | 513        | 316          | 829                    | 3.053                                          |
| 1840 | 553        | 337          | 890                    | 3.248                                          |
| 1845 | 595        | 317          | 912                    | 3.440                                          |
| 1849 | 592        | 305          | 897                    | 3.512                                          |
| 1855 | 667        | 321          | 988                    | 3.740                                          |
| 1858 | 910        | 379          | 1.289                  | 4.140                                          |
| 1864 | 1.064      | 415          | 1.479                  | 4.538                                          |
| 1870 | 1.176      | 643          | 1.819                  | 5.309                                          |
| 1877 | 1.221      | 668          | 1.889                  | 5.341                                          |
| 1880 | 1.221      | 670          | 1.891                  | 5.635                                          |
| 1888 | 1.215      | 654          | 1.869                  | 5.963                                          |
| 1890 | 1.159      | 639          | 1.798                  | 6.018                                          |
| 1895 | 1.264      | 653          | 1.917                  | 7.071                                          |
| 1900 | 1.480      | 734          | 2.114                  | 8.119                                          |
| 1906 | 1.649      | 996          | 2.645                  | 9.799                                          |
| 1910 | 1.463      | 1.033        | 2.499                  | 8.932                                          |
| 1920 | 1.848      | 2.246        | 4.094                  | 11.524                                         |
| 1923 | 2.146      | 2.596        | 4.742                  | 11.782                                         |
| 1928 | 1.922      | 2.659        | 4.581                  | 11.674                                         |
| 1948 | 4.958      | 4.958        | 4.958                  | 14.469                                         |
| 1950 | 5.144      | 5.144        | 5.144                  | 15.142                                         |
| 1961 | 6.355      | 6.355        | 6.355                  |                                                |
| 1969 | 8.144      | 8.144        | 8.144                  | 32.277                                         |
| 1975 | 9.317      | 9.317        | 9.317                  | 42.733                                         |
| 1985 | 10.426     | 10.426       | 10.426                 | 47.403                                         |
| 1990 | 10.426     | 10.426       | 10.426                 | 56.678                                         |
| 1992 | 10.405     | 10.405       | 10.405                 | 57.410                                         |
| 2001 | 10.598     | 10.598       | 10.598                 |                                                |
| 2002 | 10.554     | 10.554       | 10.554                 | 57.258                                         |
| 2003 |            |              |                        | 57.500                                         |
| 2010 |            |              |                        | 57.100                                         |

## Verkehr

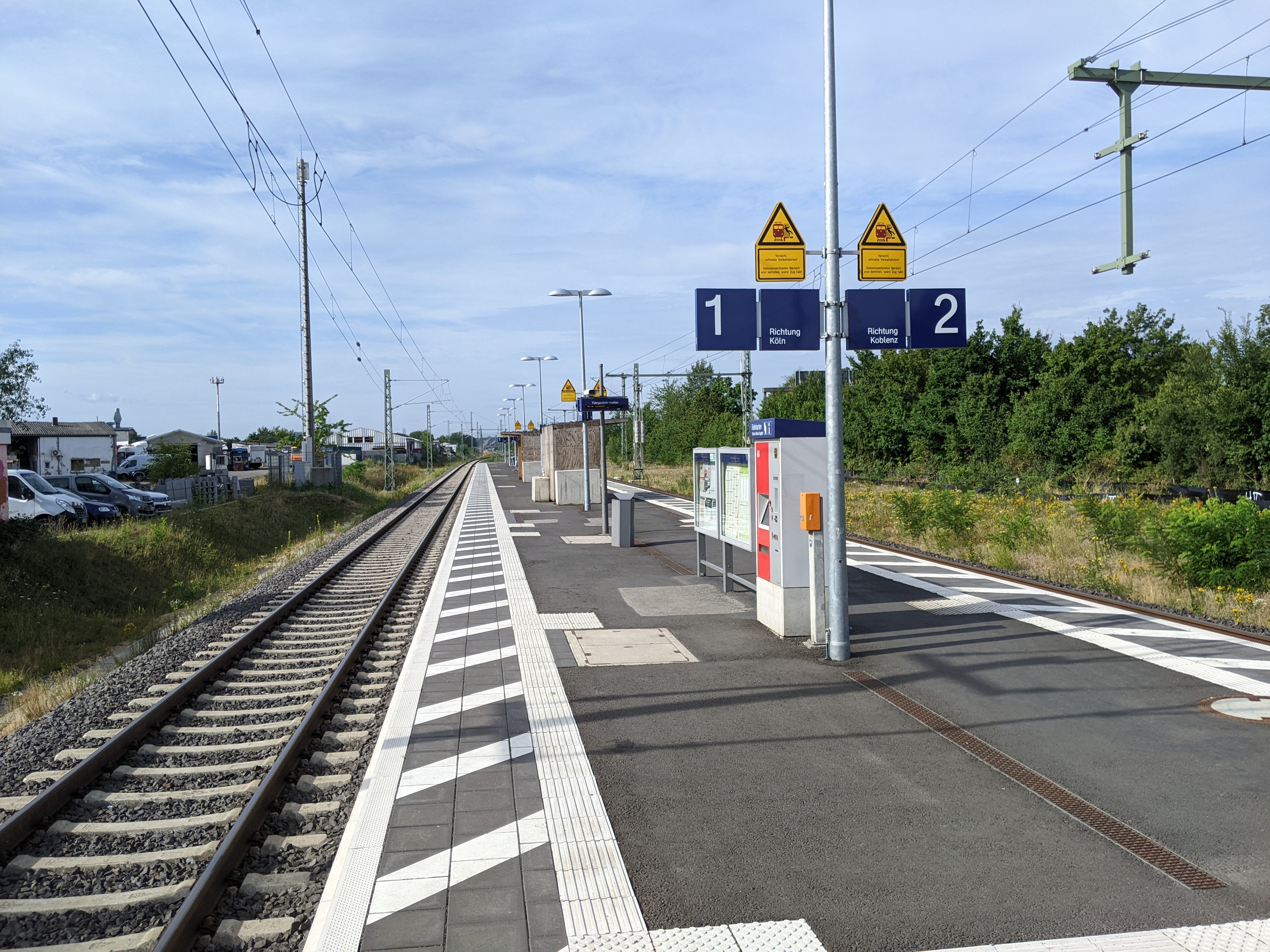
Bahnhof Menden (Rheinl) nach dem Neubau (2023)

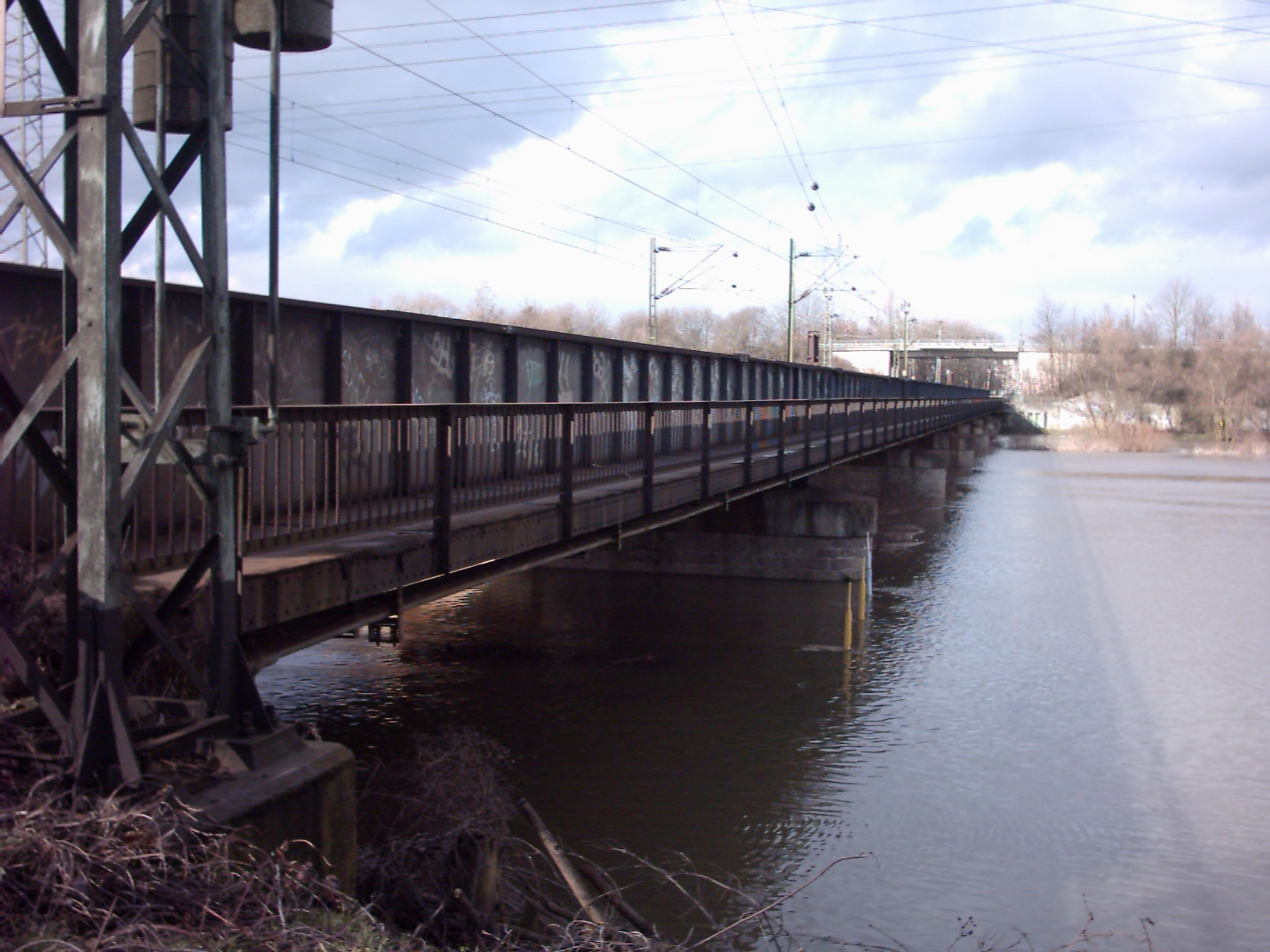
Eisenbahnbrücke über die Sieg

### ÖPNV
Menden hat einen Haltepunkt an der rechten Rheinstrecke, der sich an der Grenze zu Meindorf befindet und am 1. November 1912 eröffnet wurde. Hierdurch sowie durch vier Buslinien mit 18 Haltestellen ist der Ort an die restlichen Stadtteile von Sankt Augustin und die Nachbarstädte Bonn, Siegburg, Hennef (Sieg), Troisdorf und Köln angebunden. Ohne Umsteigen sind mit dem Zug auch Mönchengladbach, Königswinter, Linz am Rhein, Neuwied und Koblenz erreichbar.
| Linie | Linienverlauf | Takt   |
| ----- | --- | ------ |
| RE 8  | Rhein-Erft-Express: (Mönchengladbach Hbf – Rheydt Hbf – Rheydt-Odenkirchen – Hochneukirch – Jüchen – Grevenbroich –)* Rommerskirchen – Stommeln – Pulheim – Köln-Ehrenfeld – Köln Hbf – Köln Messe/Deutz – Porz (Rhein) – Troisdorf – Friedrich-Wilhelms-Hütte – Menden (Rheinl) – Bonn-Beuel – Bonn-Oberkassel – Niederdollendorf – Königswinter – Rhöndorf – Bad Honnef (Rhein) – Unkel – Linz (Rhein) – Bad Hönningen – Rheinbrohl – Neuwied – Urmitz Rheinbrücke – Koblenz-Lützel – Koblenz Stadtmitte – Koblenz Hbf * nur werktags Stand: Fahrplanwechsel Dezember 2023                                | 60 min |
| RB 27 | Rhein-Erft-Bahn: Mönchengladbach Hbf – Rheydt Hbf – Rheydt-Odenkirchen – Hochneukirch – Jüchen – Grevenbroich – Rommerskirchen – Stommeln – Pulheim – Köln-Ehrenfeld – Köln Hbf – Köln Messe/Deutz – Köln/Bonn Flughafen – Troisdorf – Friedrich-Wilhelms-Hütte – Menden (Rheinl) – Bonn-Beuel – Bonn-Oberkassel – Niederdollendorf – Königswinter – Rhöndorf – Bad Honnef (Rhein) – Unkel – Erpel (Rhein) – Linz (Rhein) – Leubsdorf (Rhein) – Bad Hönningen – Rheinbrohl – Leutesdorf (Rhein) – Neuwied – Engers – Vallendar – Koblenz-Ehrenbreitstein – Koblenz Hbf Stand: Fahrplanwechsel Dezember 2023 | 60 min |

Die derzeitige Eisenbahnbrücke ersetzt seit Ende des Zweiten Weltkrieges die vorherige Brücke von Sankt Augustin-Menden nach Troisdorf-Friedrich-Wilhelms-Hütte.

### Straße

#### Hauptstraßen

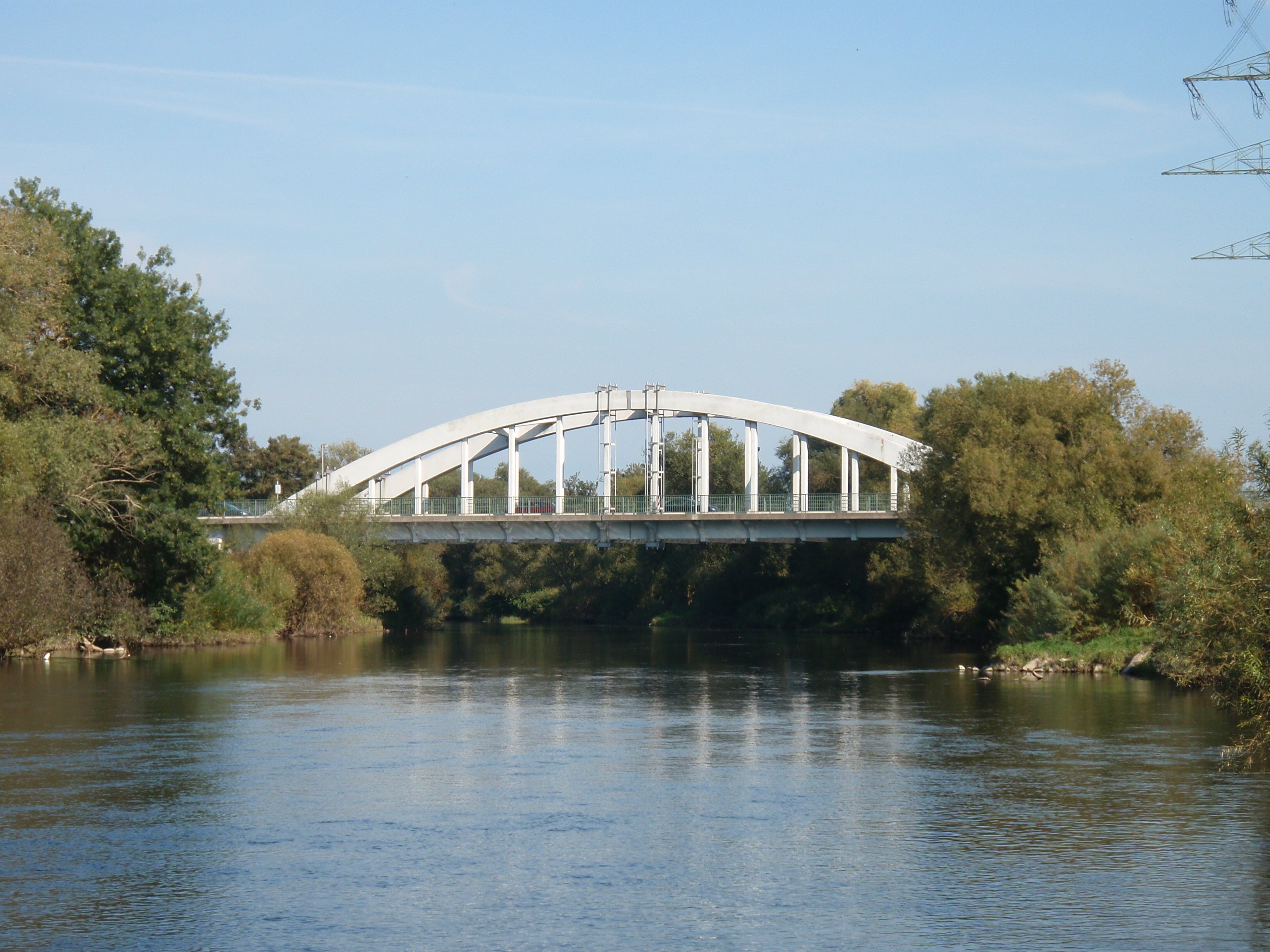
Melanbogenbrücke über die Sieg zwischen Menden und Troisdorf

Es gibt zwei Hauptstraßen durch Menden. Die Siegstraße (L 143) zweigt im Zentrum von Sankt Augustin von der B 56 ab und führt am östlichen Rand durch Menden hindurch nach Troisdorf. An einem Kreisverkehr im Süden von Menden trifft diese auf die zweite Hauptstraße. Die Meindorfer Straße (L 16) führt von der Siegstraße am südlichen Rand durch Menden hindurch und geht weiter durch Sankt Augustin-Meindorf bis nach Bonn.

#### Bundesautobahnen
Westlich der Stadt führt die Autobahn A 59 vorbei, nördlich die A 560. Die Abfahrt von dieser endet in Menden in der vierspurigen Einsteinstraße und trifft dort am Gewerbezentrum auf die hier kurz unterbrochene B 56.

### Aktuelle Bauprojekte
Zurzeit sind zwei größere Bauprojekte in Menden in der Realisierung. Zum einen wird seit etwa 2017 die vorhandene zweigleisige Bahnstrecke auf drei und teilweise vier Gleise ausgebaut. Dies ist notwendig, da die ohnehin schon überlastete Strecke bald auch von der Bahnlinie S 13 befahren werden soll. Aus diesem Grund muss nicht nur die Strecke erweitert werden, sondern auch eine zusätzliche Siegbrücke für ein westliches Gleis neben der alten Brücke errichtet sowie die Brücke der A560 verbreitert werden. Zum anderen wurde der vorhandene Bahnsteig am Haltepunkt Menden (Rheinl) entfernt und östlich davon zwischen zwei neuen Gleisen neu aufgebaut. Nach der Einführung/Fortführung der S 13 von Köln bis Bonn-Beuel 2026 soll der Halt der Linien RB 27 und RE 8, und somit eine Verbindung ohne Umstieg nach Koblenz und Mönchengladbach, entfallen.
Ebenso soll die alte, seit 2006 teilgesperrte Melanbogenbrücke durch einen Neubau ersetzt werden. Der Baubeginn ist für 2025 vorgesehen, die Fertigstellung der neuen Brücke wird für 2028 erwartet. Zudem gibt es Pläne für eine neue Fuß- und Radbrücke über die Sieg neben der bestehenden Eisenbahnbrücke.

## Öffentliche Einrichtungen

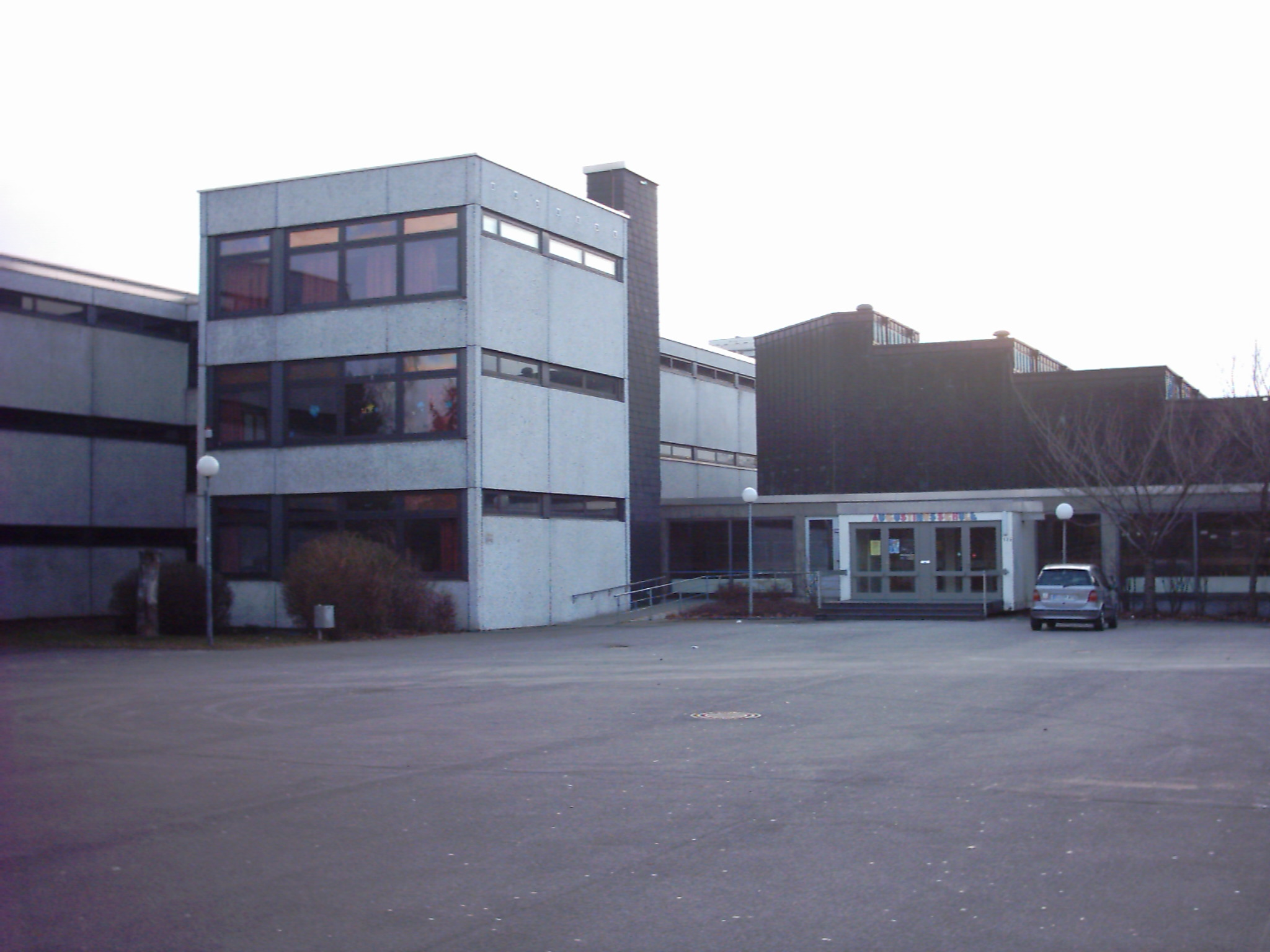
Gesamtschule Menden

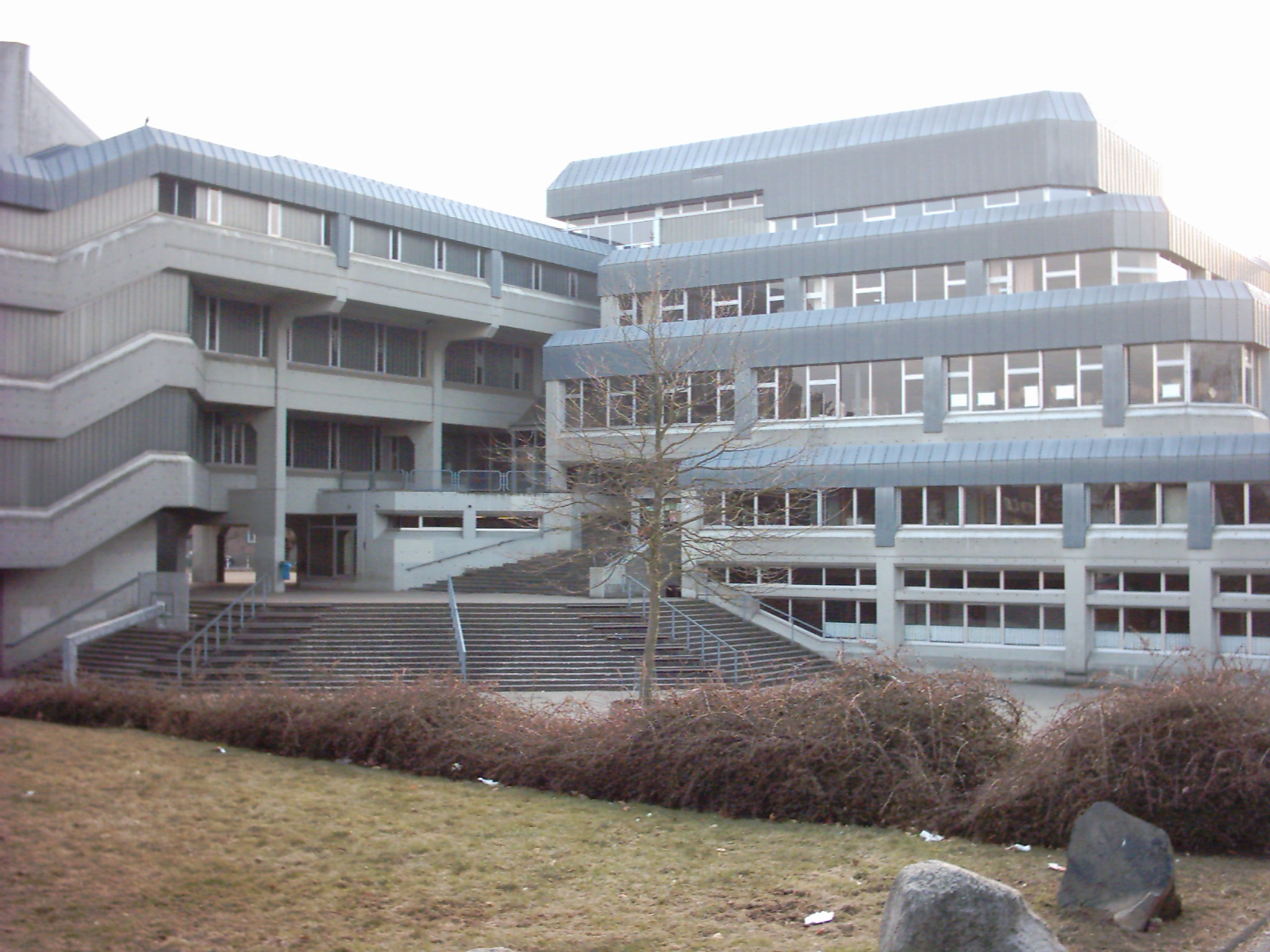
Gesamtschule Menden

### Bildungseinrichtungen
- Fritz-Bauer-Gesamtschule (Siegstraße), ehem. Real- und Aufbauschule Menden und Augustinus Hauptschule Menden
- Max und Moritz Schule (Gemeinschaftsgrundschule) Menden (Gebäude in der Sieg- und Mittelstraße)

### Religiöse Einrichtungen
- Evangelische Emmaus-Kirche

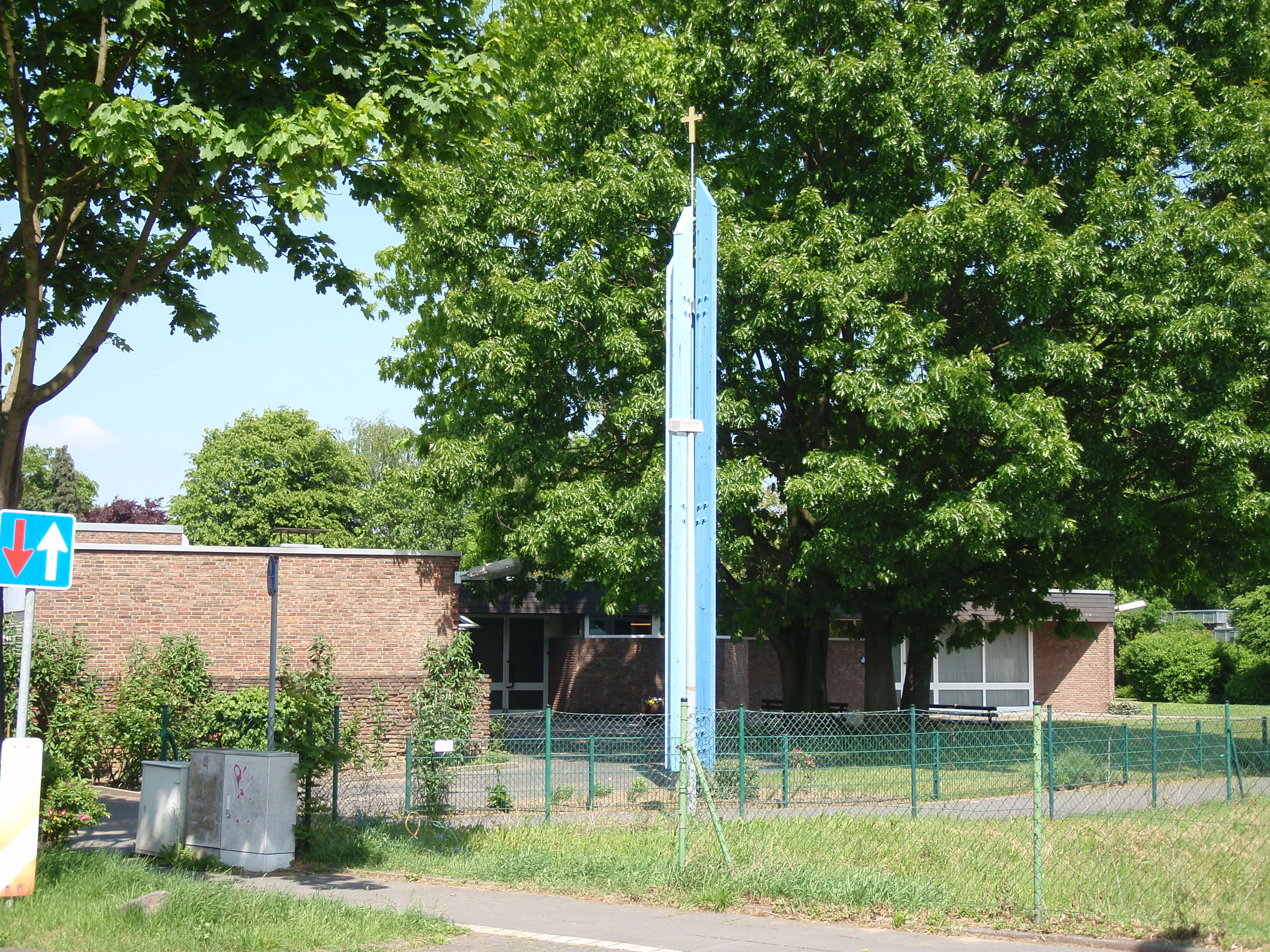
Evangelische Emmaus-Kirche

- Römisch-katholische Sankt-Augustinus-Kirche

### Sportvereine
- SV Menden 1912 e. V.
- TV Menden
- FC Kosova Sankt Augustin
- SV Turm Sankt Augustin e. V.
- Sankt Sebastianus Schützenbruderschaft 1642 e. V.

## Persönlichkeiten
- Theodor Peters (1841–1908), Ingenieur
- Wendelin Hinterkeuser (1851–1921), Ordensgeistlicher der Franziskaner
- Karl Heinz Hansen (1928–1970), Chemiker
- Sven Plöger (* 1967), Meteorologe und Moderator